# Sander Arends
Sander Arends (Leeuwarden, 9 augustus 1991) is een rechtshandige Nederlandse tennisser die in 2012 professional werd. Op 12 januari 2015 bereikte Arends zijn hoogste ATP-enkelspelpositie: 1057. Zijn hoogste ATP-dubbelspelpositie: 23 bereikte hij op 21 juli 2025. Arends heeft tot op heden zestien Challenger-dubbelspeltitels behaald.
Hij won zijn eerste ATP Challenger-titel in 2015 op het Internationaux de Tennis de Vendée in Mouilleron-le-Captif (Frankrijk) met zijn dubbelspelpartner Adam Majchrowicz. In 2021 won hij zijn eerste ATP-titel in Båstad, samen met zijn landgenoot David Pel.
Arends werd in 2018 (met Matwé Middelkoop), 2019 en 2020 (beiden met David Pel) Nederlands kampioen in het dubbelspel.

## Palmares
| Legenda                       | Legenda               |
| ----------------------------- | --------------------- |
| Grand Slam                    |                       |
| Olympische Spelen             |                       |
| tot 2009                      | vanaf 2009            |
| Tennis Masters Cup            | ATP Finals            |
| ATP Masters Series            | ATP Tour Masters 1000 |
| ATP International Series Gold | ATP Tour 500          |
| ATP International Series      | ATP Tour 250          |

### Mannendubbelspel
| Nr.                          | Datum      | Toernooi             | Ondergrond    | Partner                  | Tegenstanders in finale                 | Score             |                   |
| ---------------------------- | ---------- | -------------------- | ------------- | ------------------------ | --------------------------------------- | ----------------- | ----------------- |
| gewonnen finales             |            |                      |               |                          |                                         |                   |                   |
| 1.                           | 2021-07-18 | ATP Båstad           | gravel        | David Pel                | Andre Begemann Albano Olivetti          | 6-4, 6-2          | details           |
| verloren finales             |            |                      |               |                          |                                         |                   |                   |
| 1.                           | 2017-07-23 | ATP Båstad           | gravel        | Matwé Middelkoop         | Julian Knowle Philipp Petzschner        | 2-6, 6-3, [7-10]  | details           |
| 2.                           | 2018-06-29 | ATP Antalya          | gras          | Matwé Middelkoop         | Marcelo Demoliner Santiago González     | 5-7, 7-6, [8-10]  | details           |
| 3.                           | 2021-03-14 | ATP Marseille        | hardcourt (i) | David Pel                | Lloyd Glasspool Harri Heliövaara        | 5-7, 6-7          | details           |
| gewonnen finales challengers |            |                      |               |                          |                                         |                   |                   |
| 01.                          | 2015-11-15 | Mouilleron-le-Captif | hardcourt (i) | Adam Majchrowicz         | Aliaksandr Bury Andreas Siljeström      | 6-3, 5-7, [10-8]  | 6-3, 5-7, [10-8]  |
| 02.                          | 2016-05-01 | Ostrava              | gravel        | Tristan-Samuel Weissborn | Lukáš Dlouhý Hans Podlipnik Castillo    | 7-6, 6-7, [10-5]  | 7-6, 6-7, [10-5]  |
| 03.                          | 2016-05-15 | Heilbronn            | gravel        | Tristan-Samuel Weissborn | Nikola Mektić Antonio Šančić            | 6-3, 6-4          | 6-3, 6-4          |
| 04.                          | 2016-10-23 | Brest (1)            | hardcourt (i) | Mateusz Kowalczyk        | Marco Chiudinelli Luca Vanni            | 6-7, 6-3, [10-5]  | 6-7, 6-3, [10-5]  |
| 05.                          | 2017-09-03 | Como                 | gravel        | Antonio Šančić           | Aliaksandr Bury Kevin Krawietz          | 7-6, 6-2          | 7-6, 6-2          |
| 06.                          | 2017-10-15 | Ortisei              | hardcourt (i) | Antonio Šančić           | Jeremy Jahn Edan Leshem                 | 6-2, 5-7, [13-11] | 6-2, 5-7, [13-11] |
| 07.                          | 2017-10-29 | Brest (2)            | hardcourt (i) | Antonio Šančić           | Scott Clayton Divij Sharan              | 6-4, 7-5          | 6-4, 7-5          |
| 08.                          | 2017-11-05 | Eckental             | tapijt (i)    | Roman Jebavý             | Ken Skupski Neal Skupski                | 6-2, 6-4          | 6-2, 6-4          |
| 09.                          | 2017-11-19 | Brescia              | tapijt (i)    | Sander Gillé             | Luca Margaroli Tristan-Samuel Weissborn | 6-2, 6-3          | 6-2, 6-3          |
| 10.                          | 2018-03-31 | Saint-Brieuc         | hardcourt (i) | Tristan-Samuel Weissborn | Luke Bambridge Joe Salisbury            | 4-6, 6-1, [10-7]  | 4-6, 6-1, [10-7]  |
| 11.                          | 2018-05-12 | Braga                | gravel        | Adil Shamasdin           | Ariel Behar Miguel Ángel Reyes-Varela   | 4-6, 6-1, [10-7]  | 4-6, 6-1, [10-7]  |
| 12.                          | 2019-01-27 | Rennes               | hardcourt (i) | Tristan-Samuel Weissborn | David Pel Antonio Šančić                | 6-4, 6-4          | 6-4, 6-4          |
| 13.                          | 2019-01-27 | Nanchang             | gravel (i)    | Tristan-Samuel Weissborn | Alex Bolt Akira Santillan               | 6-2, 6-4          | 6-2, 6-4          |
| 14.                          | 2019-07-28 | Tampere              | gravel        | David Pel                | Iwan Nedelko Alexander Schurbin         | 6-0, 6-2          | 6-0, 6-2          |
| 15.                          | 2019-08-03 | Segovia              | gravel        | David Pel                | Orlando Luz Felipe Meligeni Alves       | 6-4, 7-6          | 6-4, 7-6          |
| 16.                          | 2019-08-30 | Mallorca             | hardcourt     | David Pel                | Karol Drzewiecki Szymon Walków          | 7-5, 6-4          | 7-5, 6-4          |

## Resultaten grandslamtoernooien
| Legenda | Legenda                          |
| ------- | -------------------------------- |
| g.t.    | geen toernooi gehouden           |
| l.c.    | lagere categorie                 |
| –       | niet deelgenomen                 |
| G       | uitgeschakeld in de groepsfase   |
| 1R      | uitgeschakeld in de eerste ronde |
| 2R      | uitgeschakeld in de tweede ronde |
| 3R      | uitgeschakeld in de derde ronde  |
| 4R      | uitgeschakeld in de vierde ronde |
| KF      | uitgeschakeld in de kwartfinale  |
| HF      | uitgeschakeld in de halve finale |
| F       | de finale verloren               |
| W       | het toernooi gewonnen            |
| w-v     | winst/verlies-balans             |

### Mannendubbelspel
| Grandslamtoernooien |      |      |      |      |    |
| Australian Open     | –    | –    | –    | 1R   | –  |
| Roland Garros       | –    | 1R   | –    | –    | –  |
| Wimbledon           | 1R   | 2R   | 1R   | g.t. | 2R |
| US Open             | –    | 1R   | –    | –    |    |
| ATP Masters 1000    |      |      |      |      |    |
| Indian Wells        | –    | –    | –    | g.t. |    |
| Miami               | –    | –    | –    | g.t. | –  |
| Monte Carlo         | –    | –    | –    | g.t. | –  |
| Madrid              | –    | –    | –    | g.t. | –  |
| Rome                | –    | –    | –    | –    | –  |
| Montréal/Toronto    | –    | –    | –    | g.t. |    |
| Cincinnati          | –    | –    | –    | –    |    |
| Shanghai            | –    | –    | –    | g.t. |    |
| Parijs              | –    | –    | –    | –    |    |
| Olympische Spelen   |      |      |      |      |    |
| Olympische Spelen   | g.t. | g.t. | g.t. | g.t. |    |
| statistieken        |      |      |      |      |    |
| titels per jaar     | 0    | 0    | 0    | 0    | 1  |
| eindejaarsranking   | 99   | 94   | 68   | 83   |    |